# Зденек Грушка
Зденек Грушка (чеськ. Zdeněk Hruška, нар. 25 липня 1954, Прага) — чехословацький футболіст, що грав на позиції воротаря. По завершенні ігрової кар'єри — чеський тренер.
Виступав, зокрема, за «Богеміанс» та «Славію», а також національну збірну Чехословаччини, з якою був учасником чемпіонату світу 1982 року.

## Клубна кар'єра
Вихованець клубу «Славой Вишеград» з рідного міста Прага. З 1972 року виступав за першу команду у нижчих лігах, після чого у 1974—1976 роках проходив військову службу граючи за «Дуклу» (Тахов) у третьому чехословацькому дивізіоні.
По завершенні військової служби став гравцем вищолігового клубу «Богеміанс» (Прага), до складу якого приєднався 1976 року. Відіграв за столичну команду наступні дев'ять сезонів своєї ігрової кар'єри, з якою виграв Кубок Чехії в 1982 році та був чемпіоном Чехословаччини в 1983 році.
У 1985 році він перейшов до іншого празького клубу, «Славії», де провів лише півтора роки, після чого отримав дозвіл покинути країну і у другій половині сезону 1986/87 захищав кольори грецького клубу «Верія»..
Згодом з 1987 по 1989 рік два сезони знову грав у складі «Богеміанса» (Прага). Всього за кар'єру у вищій лізі Чехословаччини Грушка провів 247 ігор.
Завершив ігрову кар'єру у нижчолігових австрійських клубах «Ваккер» та «Флорідсдорфер», за які виступав протягом 1989—1992 років і в останньому році був граючим тренером команди.

## Виступи за збірну
9 листопада 1977 року дебютував в офіційних іграх у складі національної збірної Чехословаччини в товариському матчі з Угорщиною (1:1).
У складі збірної був учасником чемпіонату світу 1982 року в Іспанії, на якому провів один матч проти Кувейту (1:1), а його збірна не вийшла з групи.
Останньою грою Грушки за збірну став матч проти Румунії (1:1) 30 листопада 1983 року. Загалом протягом кар'єри у національній команді, яка тривала 7 років, провів у її формі 24 матчі.

## Кар'єра тренера
Розпочав тренерську кар'єру відразу ж по завершенні кар'єри гравця, 1992 року, ставши помічником головного тренера «Богеміанса» (Прага), а 1995 року недовго був головним тренером клубу.
Згодом очолював невеличкі чеські команди «Турнов» та «Хомутов», а у сезоні 1997/98 він був помічником тренера в вищоліговому «Словані» (Ліберець).
З 1999 по 2001 рік працював тренером воротарів у Німеччині в клубі «Теніс Боруссія», після чого повернувся до Чехії і тренував клуби «Лібуш» та «Богеміанс».

## Титули і досягнення
- Чемпіон Чехословаччини (1):

«Богеміанс» (Прага): 1982/83